# Achagi
Achagi (georgiska: ახაგი), eller Achagis mta (ახაგის მთა), är ett berg i Georgien. Det ligger i regionen Abchazien, i den nordvästra delen av landet, 400 km nordväst om huvudstaden Tbilisi. Toppen på Achagi är 2 732 meter över havet.